# (8347) Lallaward
(8347) Lallaward est un astéroïde de la ceinture principale.

## Description
(8347) Lallaward est un astéroïde de la ceinture principale. Il fut découvert le 21 avril 1987 à l'Observatoire Palomar par Carolyn S. Shoemaker et Eugene M. Shoemaker. Il présente une orbite caractérisée par un demi-grand axe de 2,56 UA, une excentricité de 0,08 et une inclinaison de 1,1° par rapport à l'écliptique.

## Compléments